# Obūdehālīs
Obūdehālīs är en ort i Iran.   Den ligger i provinsen Khuzestan, i den centrala delen av landet, 600 km söder om huvudstaden Teheran. Obūdehālīs ligger 18 meter över havet och antalet invånare är 190.
Terrängen runt Obūdehālīs är platt. Runt Obūdehālīs är det ganska tätbefolkat, med 62 invånare per kvadratkilometer. Närmaste större samhälle är Omīdīyeh, 11,9 km sydost om Obūdehālīs. Trakten runt Obūdehālīs är ofruktbar med lite eller ingen växtlighet.